# Абу-ль-Хасан аль-Ашари
Абу́-ль-Ха́сан ‘Али ибн Исма‘и́ль аль-Аш‘а́ри (араб. ابو الحسن علي بن إسماعيل الأشعري‎; 873, Басра — 936, Багдад) — мусульманский мыслитель, богослов, основатель одной из школ калама, получившей название по его имени — ашариты.

## Биография
Его полное имя: Абу-ль-Хасан ‘Али ибн Исма‘иль ибн Исхак ибн Салим ибн Исма‘иль ибн ‘Абдуллах ибн Муса ибн Биляль ибн Абу Бурда ибн Абу Муса аль-Аш‘ари. Он родился в 873 году в Басре. Учился у своего отчима Абу Али аль-Джуббаи, главы мутазилитов Басры. До 40 лет он был ревностным приверженцем мутазилитов, однако в 912—913 годах разошёлся с ними во взглядах. Тогда же переехал в Багдад. Позже резко обличал мутазилитов в своих сочинениях и публичных выступлениях.

## Учение
Учение аль-Аш‘ари о несотворённости (предвечности) Корана было развито его последователями теологами-ашаритами. Он учил также о существовании у Аллаха реальных и вечных атрибутов; Аллах, который существует без места и образа, согласно его учению является творцом всех действий людей, которые лишь «приобретают» их посредством своей воли и стремления.

## Труды
Абу аль-Хасан аль-Аш‘ари был автором целого ряда книг по различным аспектам акиды, калама, толкованию Корана и проблемам исламского права. Ранние работы аль-Аш‘ари были написаны с позиций мутазилизма.
Из творческого наследия аль-Аш‘ари (около 100 сочинений) сохранились только 2 аутентичных произведения — «О чём говорили люди ислама и в чём разошлись творившие молитву» (Макаля́т аль-исламиййи́н ва-ихтиля́ф аль-мусалли́н; араб. مقالات الإسلاميين واختلاف المصلين‎) и «аль-Лю́ма фи’р-радди аля ахли аз-зайги валь-бида» (аль-Люма) (араб. اللمع‎). Они не могут дать полного представления о его мировоззрении: первый труд носит преимущественно доксографический характер, а во втором рассматриваются вопросы внешних сторон калама (араб. ظاهر الكلام‎) и ничего не сообщается об онтологических и натурфилософских взглядах автора, указания на которые содержатся в названиях других его работ.
Аль-Аш‘ари приписывается сочинение «Аль-Иба́на ан усу́ль ид-дийа́на» (араб. الإبانة عن أصول الديانة‎), но отсутствие упоминания этого сочинения в списке трудов аль-Аш‘ари, приводимом его последователем Ибн Асакиром, пишущем в своём труде «Табйи́ну кизб ил-му́фтари фи ма ну́сиба и́ля ль-има́м аль-Аш‘ари» (араб. تبيين كذب المفتري فيما نسب إلى الإمام الأشعري‎), что «для ашаритов „Аль-Ибана“ служила щитом от ханбалитов», даёт основание полагать, что ханбалитские по духу элементы в приписываемых аль-Аш‘ари воззрениях обусловлены стремлением последователей Абу-ль-Хасана легализовать калам и уберечь его от нападок традиционалистов, прежде всего, ханбалитов.
Также аль-Аш‘ари называют автором труда «Истихса́н аль-ха́уд фи ильм аль-кала́м» (араб. استحسان الخوض في علم الكلام‎). Труд этот содержит апологию калама, обоснование правомерности заниматься этой наукой.
В книге «Китаб аль-Фусул» аль-Аш‘ари подвергает критике учения различных религий (христианства, иудаизма, брахманизма и зороастризма), различных исламских течений и сект, а также воззрения атеистов и философов.
Известны также книги аль-Аш‘ари «Китаб ан-Навадир», «Китаб аль-Фунун», «Малякат аль-Фалясифа» и другие.

## Публикации на русском языке
- Степанянц М.Т. О чём говорили люди ислама и в чём разошлись творившие молитву. // Восточная философия: вводный курс. Избранные тексты / Перевод с арабского А. В. Смирнова. — М.: Восточная литература, 1997.
- аль-Люмаг фи ар-радд аля ахль аз-зайги валь-бидаг اللمع في الرد على أهل الزيغ والبدع  В 2024 г. вышел русский перевод под названием "Сияние истины". Переводчик Абу Хафс аш-Шафии.